# Kate Richardson-Walsh
Kate Richardson-Walsh OBE (z d. Walsh, ur. 9 maja 1980 w Withington) – brytyjska hokeistka na trawie, grająca na pozycji obrończyni.
W reprezentacji Anglii zadebiutowała w lipcu 1999 r. Rok później po raz pierwszy zagrała na igrzyskach olimpijskich – w Sydney zajęła z drużyną ósme miejsce. Na olimpijskie areny Walsh wraz z koleżankami powróciła w Pekinie, gdzie zajęły szóste miejsce. Cztery lata później przed własną publicznością w Londynie Brytyjki zdobyły brązowy medal. W Rio de Janeiro, podczas swojego czwartego olimpijskiego turnieju, Walsh, już jako Richardson-Walsh, zdobyła złoty medal. W międzyczasie wywalczyła z reprezentacją Anglii m.in. siedem medali mistrzostw Europy, cztery medale Igrzysk Wspólnoty Narodów oraz brąz mistrzostw świata.
W 2003 roku została kapitanem reprezentacji Anglii oraz Wielkiej Brytanii i pełniła tę funkcję aż do zakończenia sportowej kariery w 2016. Podczas swojej ostatniej uroczystości w karierze – ceremonii zamknięcia igrzysk w Rio – dostąpiła zaszczytu niesienia flagi brytyjskiej. Wcześniej pełniła też funkcję chorążej reprezentacji Anglii podczas ceremonii zamknięcia Igrzysk Wspólnoty Narodów w Glasgow w 2014 roku. W barwach drużyny narodowej rozegrała w sumie 375 spotkań – najwięcej w historii brytyjskiego hokeja na trawie kobiet.
Dwukrotnie została nominowana do nagrody Najlepszej Zawodniczki Roku według FIH (2003, 2016). Podczas mistrzostw Europy w 2017 roku jako pierwsza Brytyjka została wprowadzona do Galerii Sław Europejskiej Federacji Hokeja.
Jest zadeklarowaną lesbijką. Od 2008 roku związana jest ze swoją koleżanką z reprezentacji, Helen Richardson, którą poślubiła w 2013 roku, przyjmując nazwisko Richardson-Walsh. Złoty medal igrzysk olimpijskich w Rio de Janeiro był pierwszym wywalczonym dla Wielkiej Brytanii przez małżeństwo homoseksualne oraz pierwszym wywalczonym wspólnie przez małżeństwo od 1920 roku. Podczas corocznego nadawania odznaczeń państwowych, panie Richardson-Walsh (Helen została Kawalerem Orderu Imperium Brytyjskiego, a Kate została podniesiona do rangi Oficera, po otrzymaniu MBE dwa lata wcześniej) zostały pierwszą poślubioną parą homoseksualną odznaczoną z tej samej listy.
W ostatnim dniu 2019 roku Helen urodziła córkę, która otrzymała imię Pfeiffer.